# Elaeagnus magna
Elaeagnus magna — вид квіткових рослин з родини маслинкових (Elaeagnaceae). Поширення: Китай (Гуандун, Гуансі, Гуйчжоу, Хубей, Хунань, Цзянсі, Сичуань).

## Середовище
Населяє піщаний ґрунт у горах, біля доріг, лісових узліссях або берегах річок; на висотах 100–1200 метрів.

## Біоморфологічна характеристика
Це прямовисний листопадний кущ 1–3 метри заввишки. Колючки присутні; молоді гілки, частини квіток та плоди густо сріблясто-лускаті. Ніжка листка 4–8 мм, густо біло луската; листова пластинка знизу блискуча та сірувато-біла, оберненояйцеподібно-довгаста або оберненояйцеподібно-ланцетна, 4–10 × 1.5–3.7 см, знизу зі сріблястими, а іноді й розсіяними жовтуватими лусками, луски шипуваті, неглибоко лопатеві, по краю бахромчасті, зверху з розсіяними сріблястими сидячими лусками, луски бахромчасті, бічні жилки 7–10 з кожного боку середньої жилки, основа клиноподібна, край цільний, верхівка тупо гостра до загостреної. Квітки 1–3 біля основи молодих пагонів, сріблясто-білі, густо лускаті. Квітконіжка дуже коротка або відсутня під час цвітіння, при плодоношенні срібляста, 4–6 мм, товста. Трубка чашечки трубчаста, 8–10 мм; частки яйцеподібні або яйцеподібно-трикутні, 3–4 мм, всередині голі, верхівка загострена. Кістянка рожево-червона, від циліндричної або вузькоеліптичної до веретеноподібної, 1.2–1.6 см, луски схожі на луски листя, але коротші та грубо бахромчасті. Цвітіння: квітень і травень; плодіння: червень.